# Estación de Montemayor
Montemayor es una estación ferroviaria situada en el municipio español Montemayor en la provincia de Córdoba, comunidad autónoma de Andalucía. Actualmente no cuenta con servicios de pasajeros. 

## Situación ferroviaria
Las instalaciones ferroviarios se encuentran situadas en el punto kilométrico 41,1 de la línea férrea de ancho ibérico Córdoba-Málaga, a 222 metros de altitud sobre el nivel del mar, entre las estaciones de Fernán Núñez y Montilla. El tramo es de vía única y está electrificado.

## Historia
La estación de Montemayor forma parte de la línea férrea Córdoba-Málaga, que fue puesta en servicio el 15 de agosto de 1865 con la apertura del tramo Córdoba-Álora. Las obras corrieron a cargo de la Compañía del Ferrocarril de Córdoba a Málaga, empresa que se había constituido para dicho propósito en 1861. Esta empresa acabaría integrándose en 1877 en la Compañía de los Ferrocarriles Andaluces, que a partir de entonces se hizo cargo de la gestión las infraestructuras. 
En 1941, con la nacionalización de la totalidad de la red ferroviaria española de ancho ibérico, la estación pasó a ser gestionada por la recién creada RENFE. Desde el 1 de enero de 2005, tras la extinción de la antigua RENFE, el ente Adif es la titular de las instalaciones ferroviarias.

## Servicios ferroviarios
Actualmente la línea Córdoba-Málaga no cuenta con ningún servicio de viajeros entre las estaciones Córdoba y Fuente de Piedra, quedando este trazado reservado para el tráfico de mercancías.